# Soetan Sjahrir
Soetan Sjahrir (volgens de latere Indonesische spelling sinds 1972: Sutan Syahrir) (Padang Panjang, 5 maart 1909 - Zürich, 9 april 1966), was een Indonesisch politicus en de eerste premier van Indonesië. Hij speelde een grote rol in de Indonesische onafhankelijkheidsstrijd. Hij is Nationale held van Indonesië.

## Leven en werk
Sjahrir behoorde tot het Maleise volk Minangkabau. Na de lagere school in Medan (op het eiland Sumatra) bezocht hij de Openbare HBS te Bandoeng (West-Java). Hij trok in die periode vaak de kampongs in, om te zien hoe het gesteld stond met de minder welgestelde bevolking. In zijn laatste schooljaar zette hij zelfs een soort van volksuniversiteit op. Tevens behoorde hij tot de oprichters van de beweging Jong Indonesië, een jongerenbeweging die zich het doel had gesteld om van de gehele Indonesische archipel één land te maken. In 1929 vertrok hij naar Nederland om in Leiden rechten te studeren. In 1931 ging hij weer terug naar het toenmalige Nederlands-Indië.
Sjahrir had in Nederland een affaire met Maria Duchâteau, de vrouw van de Nederlandse socialist Sal Tas. Zij reisde haar minnaar in maart 1932 samen met haar twee kinderen achterna en trouwde met hem in Medan t.o.v. een moslimgeestelijke. De Sumatra Post onthulde dat Sjahrir rondliep met de wettige echtgenote van een Nederlandse revolutionair. De imam die het huwelijk had gesloten, verklaarde het ook weer nietig en de Nederlands-Indische autoriteiten zetten Duchâteau met haar kinderen terug op de boot naar Nederland. Zij was zwanger van Sjahrir, maar kreeg een miskraam. In Nederland scheidde zij van haar man en trouwde met Sjahrir, hoewel deze niet fysiek aanwezig was (per volmacht: "met de handschoen"). Sjahrir bleef met haar schrijven en Duchâteau publiceerde zijn brieven later onder de titel Indonesische overpeinzingen (1945). Het echtpaar zou elkaar pas 15 jaar later weer zien. De liefde bloeide niet meer op en het stel ging uit elkaar. Sjahrir trouwde met een Indonesische vrouw en Duchâteau huwde zijn broer.
Reeds vóór de Tweede Wereldoorlog was Sjahrir actief in verschillende onafhankelijkheids bewegingen. Hij was toen vaak samen met de latere vicepresident Mohammed Hatta, met wie hij onder andere de PNI Baroe en de Perhimpoenan Indonesia oprichtte en met wie hij verbannen werd door het Nederlandse koloniale gezag naar Boven-Digoel en later naar de Banda-eilanden. Hij werd de eerste voorman van de Socialistische Partij (Partai Sosialis, PS), de toenmalige verenigde socialistische partij van Indonesië en was een gematigd nationalist.
In de Tweede Wereldoorlog heeft hij zich verzet tegen de Japanse bezetter, in tegenstelling tot vele andere Indonesische nationalisten - o.a. Soekarno - en werd daarom door veel Nederlanders na de oorlog als een integere persoonlijkheid beschouwd.

## Eerste minister-president van Indonesië
Sjahrir was lid van het Centraal Indonesisch Nationaal Comité en voerde daarin druk uit om de rol van dit comité wetgevend in plaats van adviserend te maken. Hierin slaagde hij, wat ertoe leidde dat het presidentiële kabinet van Soekarno vervangen werd door parlementaire kabinetten. Sjahrir zelf werd de eerste minister-president van Indonesië van 14 november 1945 tot 3 juli 1947 en hij leidde in die periode de kabinetten Sjahrir I,  II en III. In diezelfde periode was hij ook minister van buitenlandse zaken en gedurende de eerste paar maanden ook van binnenlandse zaken. 
Hij werd, omdat hij niet met de Japanners gecollaboreerd had, geaccepteerd als onderhandelaar voor de Republik Indonesia en heeft als zodanig in belangrijke mate bijgedragen aan de totstandkoming van het akkoord van Linggadjati met Nederland in 1946. Omdat hij bereid was tot overleg met de Nederlanders, werd er voortdurend oppositie tegen hem gevoerd door radicale groeperingen onder de republikeinen. Het leidde er zelfs toe dat hij op zeker moment werd ontvoerd en vastgehouden. Door ingrijpen van Soekarno kwam hij weer vrij. In 1948 werd hij door Nederlandse parachutisten gevangengenomen in Jogjakarta en hij heeft nadien geen grote rol meer kunnen spelen, mede doordat Soekarno hem dwarszat.

## Vernoeming
In Leiden, in de buurt Hoge Mors, is de Sjahrirstraat naar hem vernoemd. In Haarlem is een Sutan Sjahrirstraat.

## Publicaties
- Soetan Sjahrir: Indonesische overpeinzingen. Amsterdam, De Bezige Bij, 1945. 5e druk 1987: ISBN 90-234-5302-6 (Digitale versie 1e druk 1945, onder de schuilnaam Sjahrazad)
- Sjahrir: Wissel op de toekomst. Brieven van de Indonesische nationalist aan zijn Hollandse geliefde. Bezorgd door Kees Snoek. Amsterdam, Van Oorschot, 2021.
- Mrázek, Rudolf; Sjahrir. Politics and exile in Indonesia, biografie, uitgeverij Cornell University Press, 1994; ISBN 9780877277132